# Cabinet Rau III
Land de Rhénanie
-du-Nord-Westphalie
Rau II Rau IV
Le cabinet Rau III (en allemand : Kabinett Rau III) est le gouvernement du Land de Rhénanie-du-Nord-Westphalie entre le 5 juin 1985 et le 12 juin 1990, durant la dixième législature du Landtag.

## Composition

### Initiale (5 juin 1985)
- Les nouveaux ministres sont indiqués en gras, ceux ayant changé d'attributions en italique.

| Fonction                                                                         | Titulaire | Titulaire         | Parti |
| -------------------------------------------------------------------------------- | --------- | ----------------- | ----- |
| Ministre-président                                                               |           | Johannes Rau      | SPD   |
| Vice-ministre-président Ministre des Finances                                    |           | Diether Posser    | SPD   |
| Ministre de l'Intérieur                                                          |           | Herbert Schnoor   | SPD   |
| Ministre de la Justice                                                           |           | Rolf Krumsiek     | SPD   |
| Ministre de l'Éducation                                                          |           | Hans Schwier      | SPD   |
| Ministre du Travail, de la Santé et des Affaires sociales                        |           | Hermann Heinemann | SPD   |
| Ministre des Affaires fédérales                                                  |           | Günther Einert    | SPD   |
| Ministre du Développement urbain, du Logement et des Transports                  |           | Christoph Zöpel   | SPD   |
| Ministre de l'Environnement, de l'Aménagement du territoire et de l'Agriculture  |           | Klaus Matthiesen  | SPD   |
| Ministre de l'Économie, des Petites et moyennes entreprises et de la Technologie |           | Reimut Jochimsen  | SPD   |
| Ministre de la Science et de la Recherche                                        |           | Anke Brunn        | SPD   |

### Remaniement du1ermai 1988
- Les nouveaux ministres sont indiqués en gras, ceux ayant changé d'attributions en italique.

| Fonction                                                                         | Titulaire | Titulaire         | Parti |
| -------------------------------------------------------------------------------- | --------- | ----------------- | ----- |
| Ministre-président                                                               |           | Johannes Rau      | SPD   |
| Vice-ministre-président Ministre de l'Intérieur                                  |           | Herbert Schnoor   | SPD   |
| Ministre des Finances                                                            |           | Heinz Schleußer   | SPD   |
| Ministre de la Justice                                                           |           | Rolf Krumsiek     | SPD   |
| Ministre de l'Éducation                                                          |           | Hans Schwier      | SPD   |
| Ministre du Travail, de la Santé et des Affaires sociales                        |           | Hermann Heinemann | SPD   |
| Ministre des Affaires fédérales                                                  |           | Günther Einert    | SPD   |
| Ministre du Développement urbain, du Logement et des Transports                  |           | Christoph Zöpel   | SPD   |
| Ministre de l'Environnement, de l'Aménagement du territoire et de l'Agriculture  |           | Klaus Matthiesen  | SPD   |
| Ministre de l'Économie, des Petites et moyennes entreprises et de la Technologie |           | Reimut Jochimsen  | SPD   |
| Ministre de la Science et de la Recherche                                        |           | Anke Brunn        | SPD   |